# Las Chinas
Las Chinas est un groupe féminin de pop espagnol des années 1980. Au milieu de l'année 1979, un groupe de filles décide de former un groupe exclusivement féminin, suivant l'exemple d'autres groupes anglais de la nouvelle vague, notamment les Modettes.

## Histoire
Tout commence lorsque Montse Cuní, qui avait formé avec Santiago et Luis Auserón, et Cati Françoise, un groupe aux idées radicales appelé Corazones Automáticos (qui aboutira plus tard à la création de Radio Futura), a eu l'idée d'un groupe de filles et a contacté Miluca Sanz. María José Serrano, Jose, qui avait participé au projet Orquesta Futurama, se joint à l'initiative.
Le noyau formé par José (chant), Montse (basse) et Miluca (claviers) est rejoint par Isabel Pérez Jurado, Luna (guitare) et Enrique Sierra (Kaka de Luxe, Radio Futura). Le poste de batteur est celui qui a le plus changé au cours de la vie du groupe, en raison de la difficulté à trouver une fille capable de jouer de cet instrument. Au cours des premiers mois de répétition, deux membres de Plástico, un groupe avec lequel ils partagent les locaux de répétition (La Isla de Gabi), leur ont donné un coup de main avec les baguettes : Eduardo Benavente (Los Pegamoides, Parálisis Permanente) et Toti Árboles (Alaska y Los Pegamoides, Parálisis Permanente, Dinarama), La Frontera. Ils ont même essayé la petite sœur de Toti, Neus, mais son jeune âge (à peine douze ans) l'a empêchée de participer aux concerts. Enfin, la première batteuse stable du groupe est Isabel Acosta, Speedy, une punk née à Avilés et arrivée à Madrid en provenance de Zurich, en Suisse.
En 1982, Las Chinas reprend la chanson Te espío d'Ejecutivos Agresivos sur la bande originale du film d'Antonio Mercero La Próxima estación. Le groupe apparaît également dans le film en train d'interpréter la chanson. Peu de temps après, Las Chinas se dissout sans avoir sorti leur premier album et en n'ayant publié que trois chansons. Bien que RCA ne semblait pas s'intéresser au groupe, ils continuent à jouer leur petit répertoire (qu'ils agrémentent de reprises) et, avec Honorio Herrero comme producteur, ils enregistrent le single El Hombre Salvaje (RCA, 1980), basé sur une idée de Luna et des arrangements de tout le groupe. La face B comprend une autre grande chanson : Amor en frío, avec des paroles de Quico Rivas et une musique de Santiago Auserón.
En 1986, DRO sort un album intitulé El Pecado original qui comprenait des démos de 8 groupes différents. Il contient deux chansons de Las Chinas : 23 de enero et Chicos de la calle. À ce moment-là, Speedy avait déjà quitté le groupe, remplacé par un batteur du nom de Juan Villalba, qui occupera ce poste pendant plusieurs mois jusqu'à la disparition du groupe, et participera à plusieurs concerts (avant, et brièvement, il y avait un autre batteur du nom de José), et Luna, dont la place à la guitare sera occupée par Rafael Gutiérrez, Rafa, de Hombres G.
RCA fait un travail de promotion maladroit, et en attendant l'enregistrement de l'album studio, qui ne viendra jamais, le groupe se sépare pour de bon. Avant cela, ils avaient subi un coup dur lorsque leur matériel avait été volé dans leur salle de répétition. Néanmoins, La Movida a montré son côté le plus charitable et des artistes renommés ont fait don de leurs œuvres lors d'une vente aux enchères de charité organisée à la galerie d'art Buades.
Leur répertoire de base, à part les deux chansons des singles El Hombre salvaje et Amor en frío, (également inclus dans les compilations La Edad de Oro del Pop Español) et la chanson Te espío mentionnée plus haut, se compose de chansons telles que Landrú, La Caprichosa, Chicos ñam ñam, Monguis, Chicos en la calle, 23 de enero et les versions Cual es tu nombre, La Secretaria, Femme fatale, Me tratas muy mal.
En 2013, Munster Records sort un album du groupe avec toutes les démos et les chansons live. Après la séparation du groupe, María José Serrano alias Kikí d'Akí enregistre son premier single solo, Accidente, sur un label créé par Miluca (Rara Avis, 1983). Il a ensuite enregistré avec Nuevos Medios et Siesta. Luna rejoint La Bola de Cristal en tant qu'Alicia Sí, un personnage qui se produit avec les Electroduendes et chante une chanson dans chaque épisode. Les compositions et la production sont de Luis Gómez-Escolar et Julio Seijas. Miluca Sanz, quant à elle, se consacre pleinement à sa carrière de peintre.

## Discographie
- 1980 : El Hombre salvaje / Amor en frío (single) (RCA)
- 1982 : Te espío
- 1987 : El Pecado original
- 2013 : Amor en Frío. Grabaciones Completas 1980-1982 (Munster Records)
- 2013 : 23 de enero/Chicos en la calle (single) (Munster Records)